# Сава Бобчев
Сава Николов Бобчев е български архитект.

## Биография
Арх. Сава Н. Бобчев е роден на 28 юни 1892 година в гр. Русе, племенник е на видния български юрист Стефан Бобчев. За кратко следва математика в Софийския университет и заминава за Берлин през 1910 да следва архитектура във Висшето техническо училище Шарлотенбург. За пет години прекъсва образованието си поради войните и го завършва през 1920. След завръщането си в България работи две години като окръжен архитект в Русе.
От 1923 година арх. Бобчев се установява на архитектурна практика в София. Тук той започва и работата си по разкриване на останките от древна Сердика. От 1942 година е привлечен на работа в Археологическия музей в София. Преподавател на първите студенти архитекти, като частен доцент в Държавната политехника. До 1970 година е доцент в катедра „История и теория на архитектурата“.
Архитект Сава Бобчев е помощник-ръководител на разкопките в църквата „Св. Петка Самарджийска“ през май-юни 1956 г. и на своя глава документира положението на разкрития в олтара на същата църква, предполагаем гроб на Левски.